# フランス領トーゴランド

フランス領トーゴランド
Togo français (フランス語)

国歌: La Marseillaise（フランス語）
ラ・マルセイエーズ

紫：フランス領トーゴランド
緑：イギリス領トーゴランド

フランス領トーゴランド（フランス語: Togo français）は、フランスが1916年から1960年の間、西アフリカに領有していた植民地である。1960年にトーゴとして独立した。

## 歴史
1914年8月6日、フランス軍はドイツ領トーゴラントのアネホに上陸した。
8月8日、首都ロメを占領した。
8月27日、ドイツ領トーゴラントはイギリスとフランスに無条件降伏した。
ドイツ軍が戦闘で拡張弾頭（ダムダム弾）を用いた事、支配下に無い先住民を武装させた事が、ハーグ陸戦条約に違反した
。
1916年、西部はイギリス領トーゴランドに、東部はフランス領トーゴランドに分割された。
1922年、国際連盟の委任統治領になった。
フランスは鉄道を延長し、ダホメやアタクパメを首都ロメと結んだ。
第二次世界大戦後、信託統治領に移行したが、フランスの支配は続いた。
1955年、フランス連合内の自治政府に昇格した。
1956年10月28日、国民投票が行われ、93%の国民が国連信託統治領ではなく、フランス連合内の自治政府を選んだ。
9月10日、ニコラ・グルニツキーが自治政府初代首相になった。
1958年、国民投票の不正を理由に無監督の総選挙が行われ、シルバヌス・オリンピオが勝利した。
1960年4月27日、トーゴ共和国として独立を果たした。